# Miniopterus brachytragos
Miniopterus brachytragos és una espècie de ratpenat del gènere Miniopterus que viu al nord i l'oest de Madagascar. Tradicionalment s'han inclòs les poblacions d'aquesta espècie a Miniopterus manavi, però estudis moleculars publicats el 2008 i el 2009 indiquen que aquesta presumpta espècie es compon en realitat de cinc espècies diferents, incloent-hi l'espècie recentment descrita M. brachytragos. Fins a quatre espècies d'aquest grup poden coexistir al mateix lloc. S'han trobat exemplars de M. brachytragos a boscos secs i humits, a altituds d'entre 0 i 320 msnm.